# Kibbeling
Aux Pays-Bas, le kibbeling est une spécialité de cuisine rapide et populaire à base de morceaux de cabillaud frit, généralement servis avec une mayonnaise, à base de sauce à l'ail ou sauce tartare. Au XIXe siècle, ce terme désignait les déchets salés (les joues) de la morue, qui constituaient une partie importante de l’alimentation populaire. C'est un plat très apprécié aux Pays-Bas. 